# Amhyadesia austrafricana
Amhyadesia austrafricana is een mijtensoort uit de familie van de Hyadesiidae. De wetenschappelijke naam van de soort is voor het eerst geldig gepubliceerd in 1999 door Marshall & Nunkumar.